# St. George (Toronto Subway)

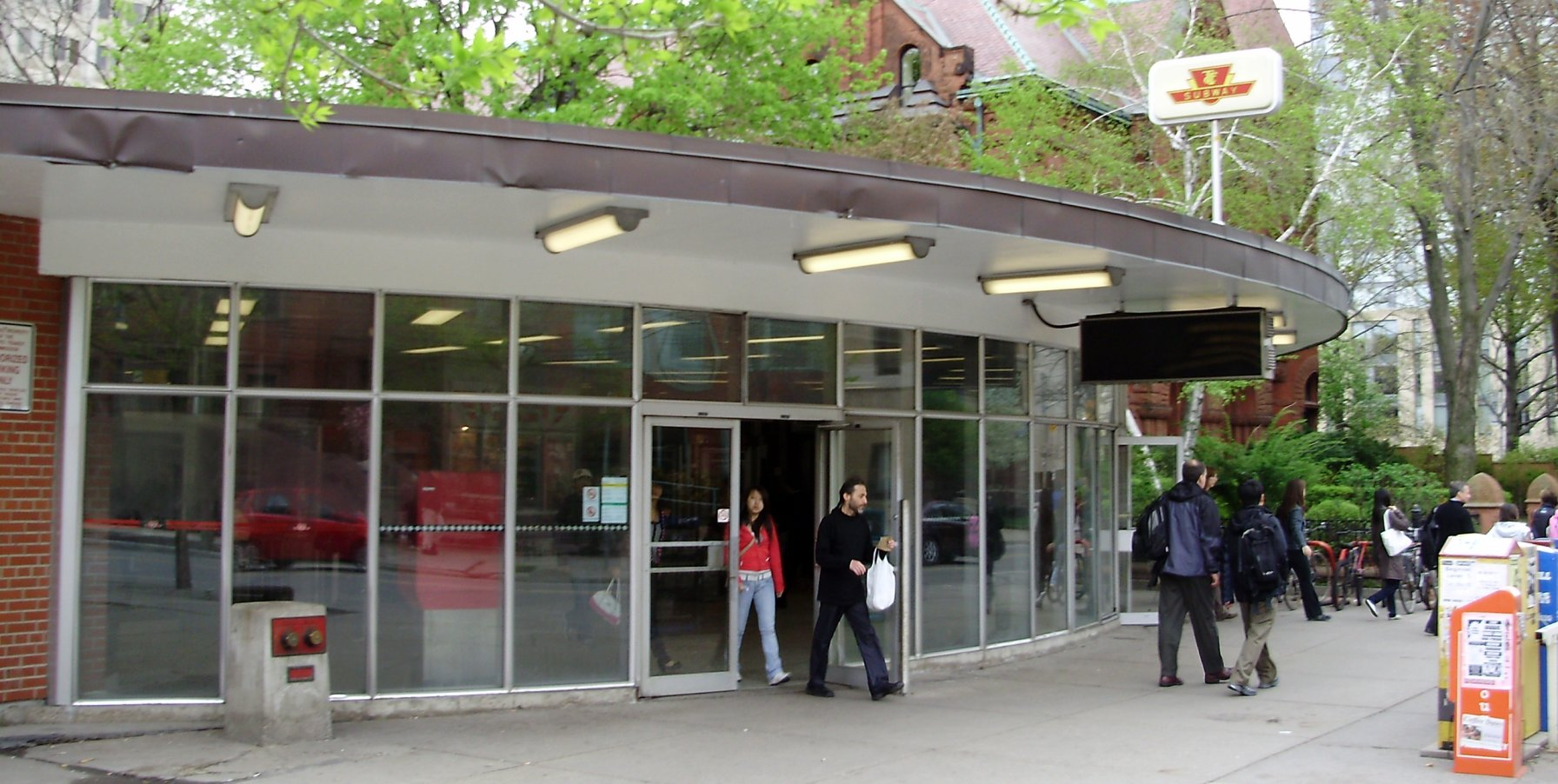
Eingang zur Station

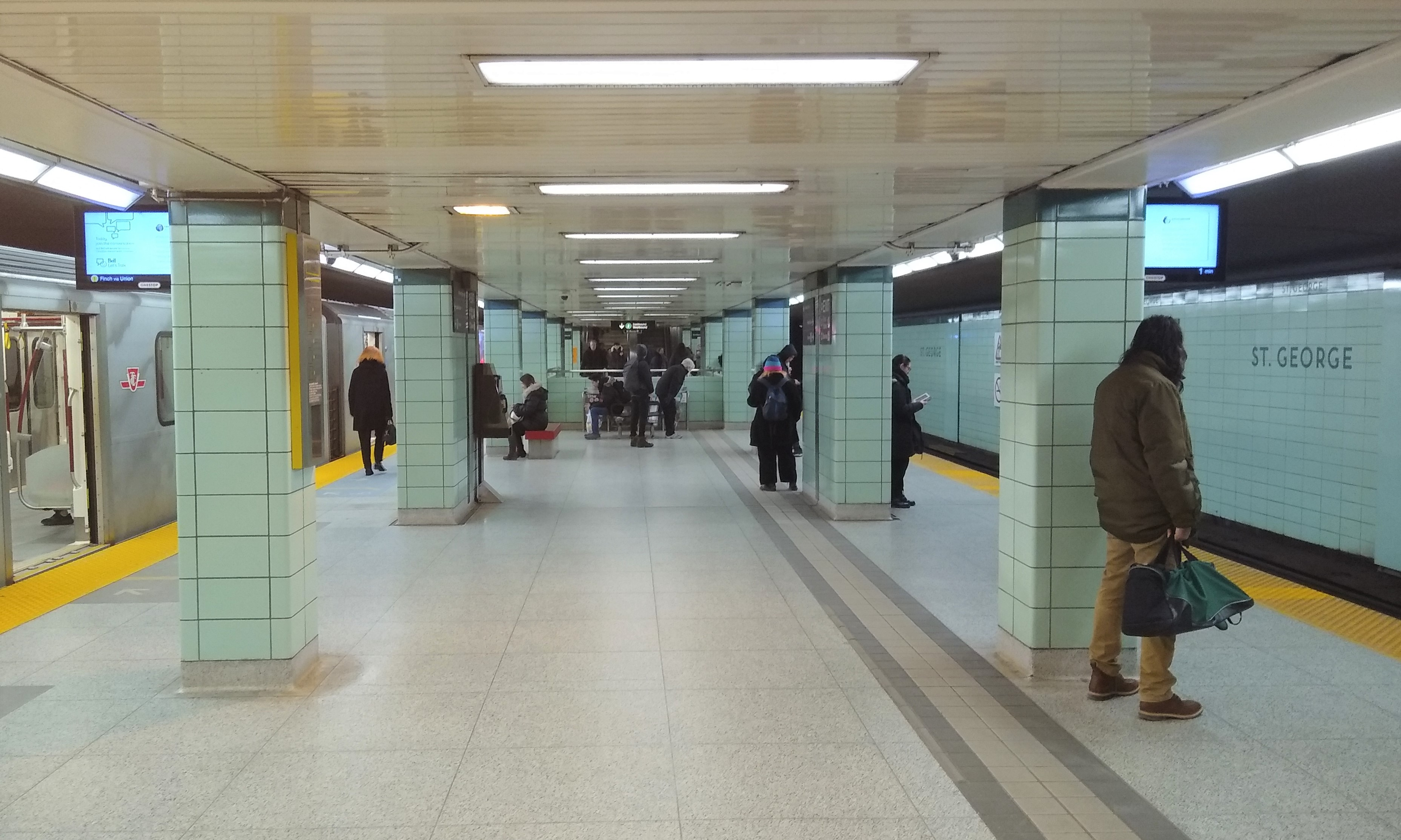
Bahnsteig der Yonge-University-Linie

St. George ist eine unterirdische U-Bahn-Station in Toronto, an der Kreuzung von Bloor Street und St. George Street. Hier kreuzen sich die Yonge-University-Linie und die Bloor-Danforth-Linie der Toronto Subway. Die Station wird täglich von durchschnittlich 256.030 Fahrgästen genutzt (2018), womit sie nach Bloor-Yonge die am zweithäufigsten frequentierte des gesamten Netzes ist. Beide Ebenen der Station besitzen einen Mittelbahnsteig. In der Nähe befinden sich das Bata Shoe Museum, der nördliche Teil des Geländes der University of Toronto und das Royal Conservatory of Music. Es kann zu einer Buslinie der Toronto Transit Commission (TTC) umgestiegen werden.

## Geschichte
Die Eröffnung der Station erfolgte am 28. Februar 1963, zusammen mit dem Abschnitt Union–St. George der University Line. Dieses Teilstück verlief im Wesentlichen in Süd-Nord-Richtung parallel zur Yonge Line. Obwohl die Endstation St. George mitten im Stadtzentrum lag, konnte sie ihren vollen Verkehrswert vorerst nicht entfalten, da sie noch keinen Anschluss an eine andere U-Bahn-Linie besaß. Hingegen befuhren zahlreiche Straßenbahnen eine seit 1953 bestehende Wendeschleife unmittelbar vor der Station, was den Fahrgästen den Fußmarsch zur etwas entfernt liegenden Bloor Street ersparte.
Mit der Eröffnung des Abschnitts Keele – Woodbine der Bloor-Danforth-Linie am 26. Februar 1966 wandelte sich St. George zu einem bedeutenden Knotenpunkt. Am selben Tag wurde die Straßenbahnstrecke entlang der Bloor Street stillgelegt, die Wendeschleife wich später einem Gebäude des Lehrerseminars Ontario Institute for Studies in Education. Die TTC nahm am 28. Januar 1978 den Verkehr von St. George nach Wilson auf, wodurch die Yonge-University-Linie entstand. Diese verläuft bis zur benachbarten Station Spadina parallel zur Bloor-Danforth-Linie, aber auf zwei verschiedenen Ebenen.